# Achillea pyrenaica
Achillea pyrenaica là một loài thực vật có hoa trong họ Cúc. Loài này được Sibth. ex DC. mô tả khoa học đầu tiên.